# Алфама

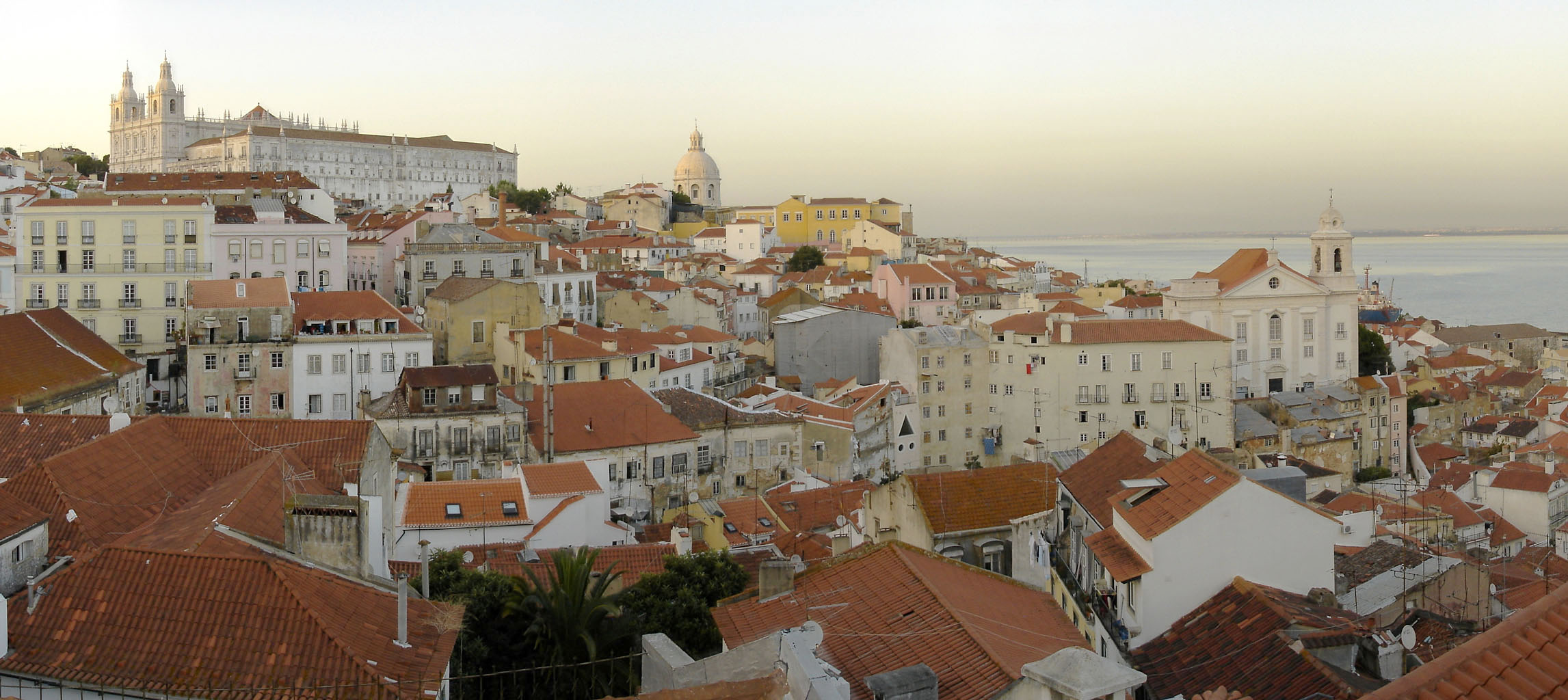
Вид на Алфаму с Мирадору-даш-Порташ-ду-Соль

Алфа́ма (порт. Alfama) — старейший исторический район Лиссабона, расположенный на крутом склоне холма между замком Святого Георгия и Тежу.
Название Алфама произошло от арабского Аль-хама («тёплый источник»). Во времена владычества мавров Лиссабон ограничивался Алфамой, затем город начал расширяться на запад (район Байша).
После освобождения Лиссабона от мавров в Алфаме начали селиться ремесленники и торговцы. С XVI века Алфама испытывает упадок, состоятельные граждане начинают переселяться в другие районы, в результате чего Алфама становится кварталом бедноты. Благодаря скальному грунту Алфама лучше других районов города пережила катастрофическое лиссабонское землетрясение 1755 года, здесь в отличие от других исторических районов Лиссабона сохранилась средневековая хаотичная планировка улиц. 
Алфама — один из самых популярных у туристов районов португальской столицы, здесь расположено большое количество достопримечательностей, среди которых: 
- Лиссабонский собор
- Церковь Святого Антония
- Монастырь Сан-Висенте-де-Фора
- Церковь Санта-Энграсия (национальный пантеон)

Поскольку Алфама находится на весьма крутом склоне, многие улицы и переулки здесь переходят в лестницы, кроме того здесь расположены две смотровые площадки (мирадору): мирадору Санта-Люзия около одноимённой церкви и мирадору-даш-Порташ-ду-Соль (у Солнечных ворот). В живописном лабиринте небольших переулков в центре Алфамы находится множество ресторанов национальной кухни и баров, где исполняют фаду.

## Вид

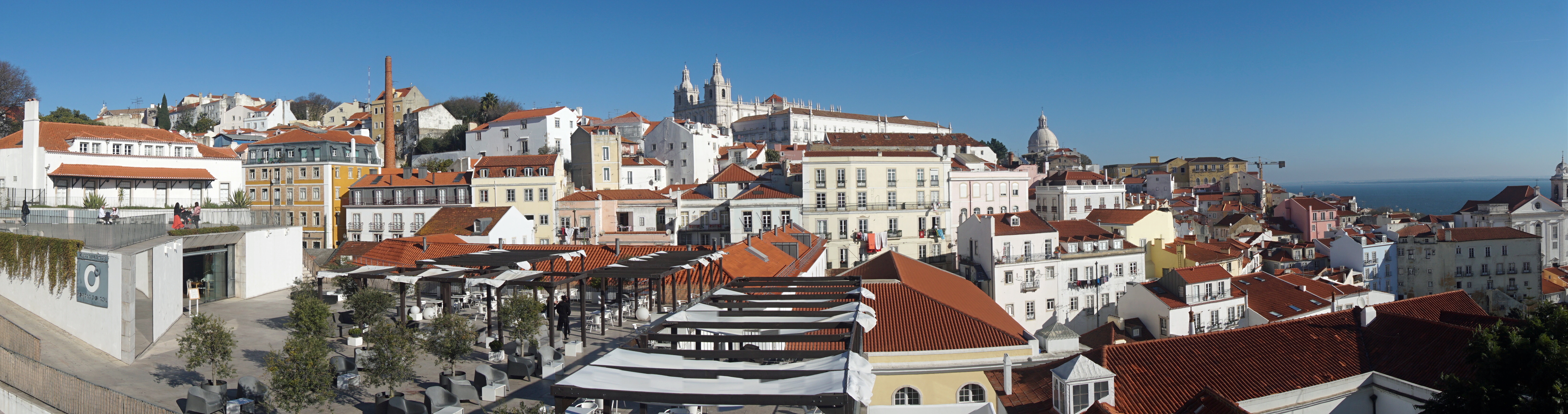
Панорама Алфамы из Ларго-дас-Портас-ду-Соль

## Галерея

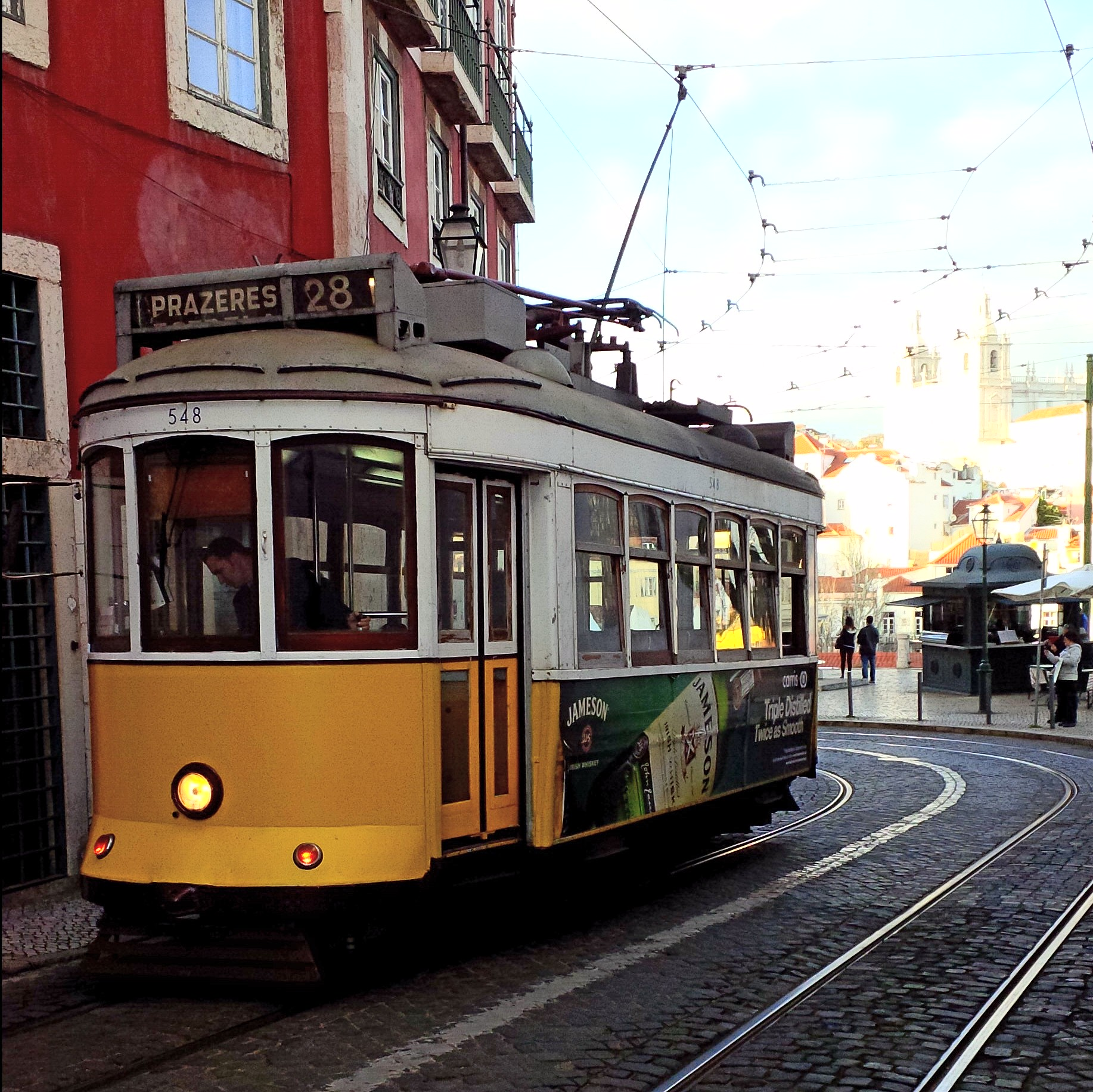
Трамвай 28 в Алфаме
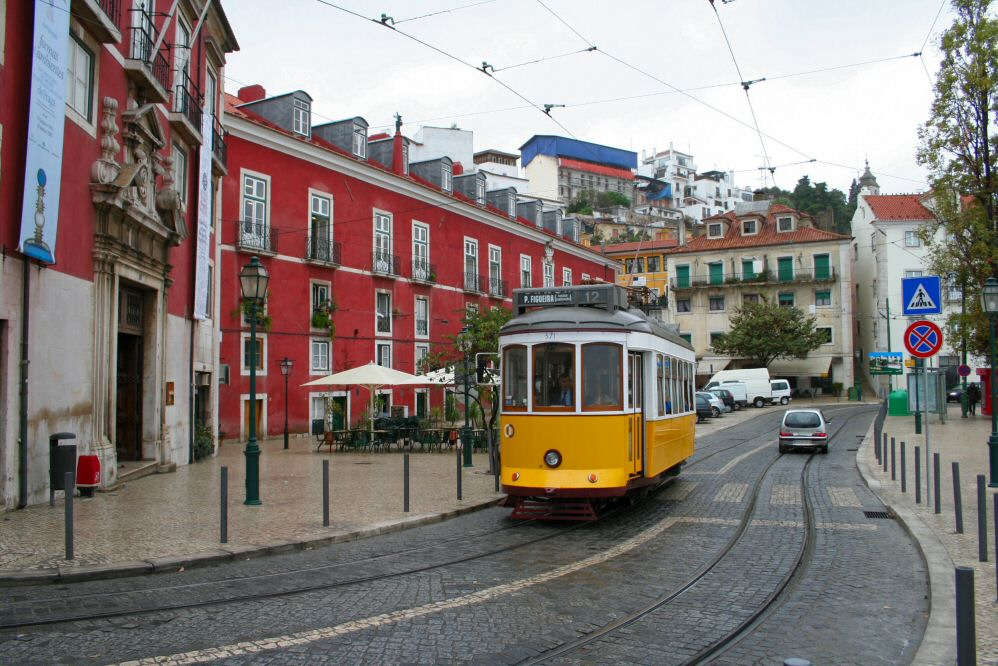
Старый трамвай
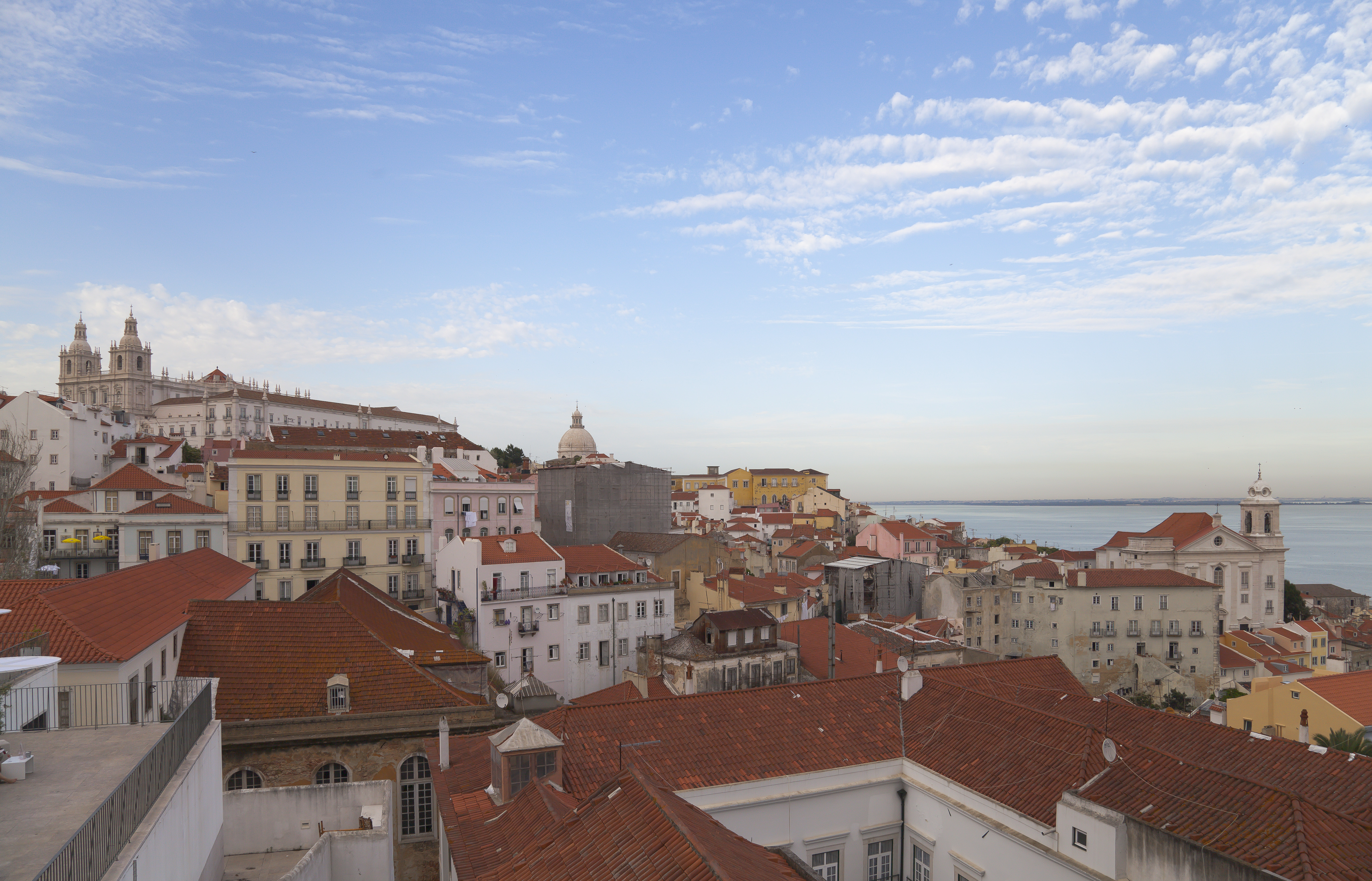
Альфама в сумерках
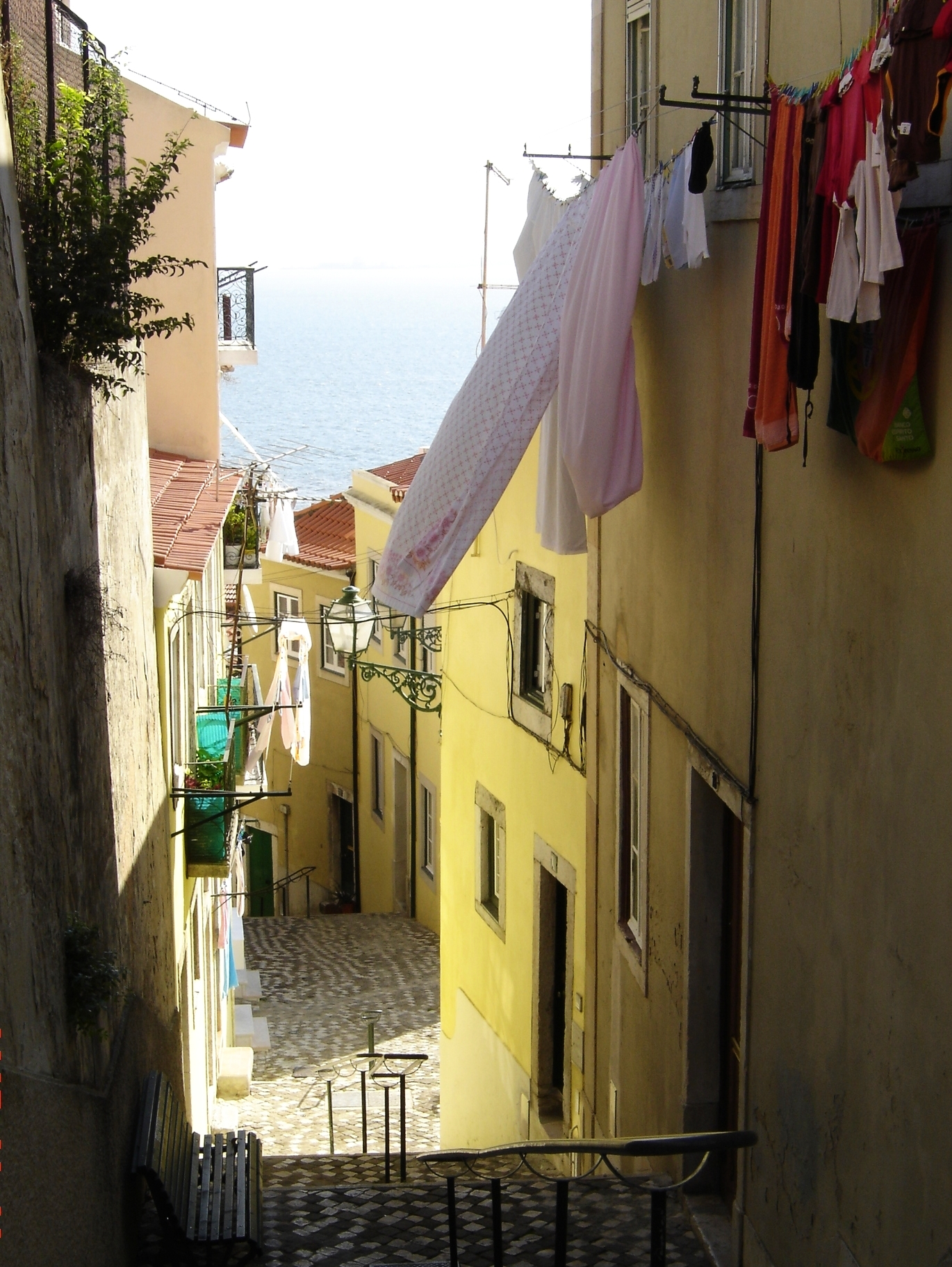
Типичная улица Альфама